# Turdoides hindei
Turdoides hindei là một loài chim trong họ Leiothrichidae.